# Plný pracovní úvazek

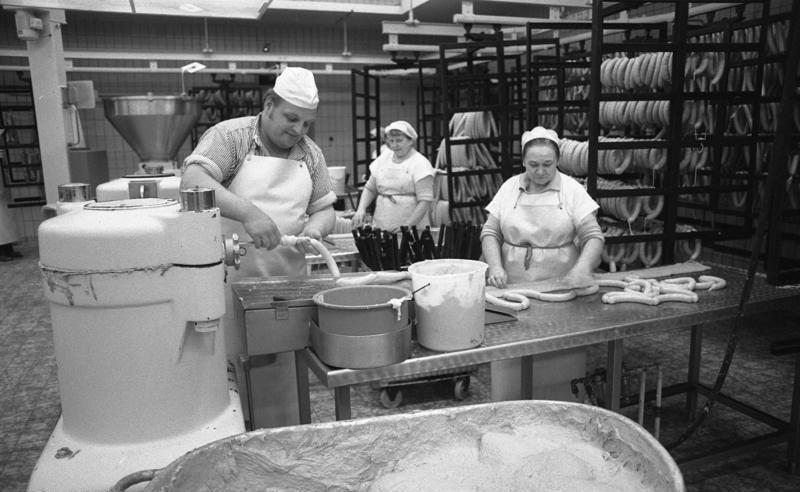
Uzenáři často pracují na plný úvazek

Plný pracovní úvazek je vztah mezi zaměstnancem a zaměstnavatelem určující časový způsob výkonu práce. Jedná se o pravidelnou práci vykonávanou nejčastěji v tzv. pracovních dnech. Každá země pak svými zákony a vnitřními předpisy ošetřuje, které dny jsou pracovní, kolik jich je a kolik je pracovních hodin. Pokud je úvazek zkrácen, jedná se buď o poloviční pracovní úvazek, nebo o zkrácený pracovní úvazek. Jiným typem úvazku je alternativní pracovní úvazek.
Ekvivalent plného pracovního úvazku, často zkracovaný FTE (z anglického Full Time Equivalent), je ukazatel používaný v ekonomii k přepočtu pracnosti nebo odvedené práce na plné úvazky.

## Česká republika
V České republice je plný pracovní úvazek možno uzavřít jen na základě písemné dohody mezi zaměstnancem a zaměstnavatelem. Pracovními dny jsou pondělí, úterý, středa, čtvrtek a pátek. Výjimku tvoří státní svátky. Osoba na plném pracovním úvazku tak pracuje 5 dní v týdnu, 8 hodin denně, tedy 40 hodin týdně. Tato pracovní doba může mít různé variace.